# Боярчук Степан Михайлович
Степа́н Миха́йлович Боярчу́к (*1896, Конотоп — †1979) — бандурист, один із засновників, активістів і ветеранів Конотопської капели бандуристів-залізничників.
| українська персоналія | Це незавершена стаття про особу, що має стосунок до України. Ви можете допомогти проєкту, виправивши або дописавши її. |